# Grenet
Pour les articles homonymes, voir Grenet (homonymie).
Le Grenet est un cours d'eau du Plateau suisse s'écoulant dans le canton de Vaud, et un affluent de la Broye.

## Géographie
Selon la typologie des cours d'eau suisses, le Grenet est un cours d'eau calcaire, à débit moyen, de pente moyenne, de l'étage montagnard - et de l'étage collinéen avant sa confluence avec la Broye - du Plateau. La majorité de son cours est à l'état naturel ou quasi naturel.
Dès 1875, une partie du Grenet est détournée pour alimenter le lac de Bret, alors réservoir d'eau industrielle et source d'énergie motrice. Aujourd'hui, il est l'un des réservoirs d'eau potable de Lausanne.

### Parcours
Le Grenet prend sa source dans le Bois du Grand Jorat sur la commune de Forel (Lavaux) à l'est du refuge des Quatre Croisées à environ 780 mètres d'altitude. Il coule d'abord en direction du sud-ouest, passe le lieu-dit Le Grenet puis au nord de Forel, avant de recevoir à 693 mètres d'altitude les eaux de la Neirigue, qui prend sa source au nord-est du Signal de Grandvaux, et de bifurquer vers le sud-est. Il s’écoule ensuite dans une plaine, d'abord bordé d'un cordon boisé dans des terrains agricoles, puis vient le segment canalisé, aujourd'hui renaturalisé, de la zone industrielle de Forel où il conflue avec La Mortigue qui prend sa source sur le flanc est du mont de la tour de Gourze. Le Grenet passe ensuite sous la route Forel - Puidoux puis coule plein sud, passe la station hydrométrique amont et la STEP au lieu-dit Le Pigeon puis la prise d'eau pour l’alimentation de lac de Bret et bifurque au nord-est en reprenant son cours naturel dans un vallon encaissé servant de limite avec la commune de Puidoux. Il passe alors le Moulin de la Corraye, entre sur le territoire d'Oron, puis passe Les Tavernes après un parcours d'un peu plus de 4 km dans ce vallon en grande partie boisé. Il reçoit ensuite les eaux du ruisseau des Moillettes à 610 mètres d'altitude avant de passer Châtillens par le nord et la route Oron - Essertes pour aller se jeter dans la Broye, sous-bassin du Rhin par l'Aar, à 597 mètres d'altitude.[réf. nécessaire]

### Relevé hydrologique
Le débit moyen interannuel du Grenet relevé à Pigeon (Forel) sur la période 1993-2011 est de 0,517 m3/s. Son bassin versant est alors de 18,9 km2. Le débit maximum mesuré l'a été le 23 janvier 1995 avec une pointe à 30,7 m3/s et une moyenne journalière maximum de 14,3 m3/s. Le débit minimum journalier, 0,003 m3/s a été mesuré en septembre et octobre 2009.

## Écologie
La truite Fario ainsi que le véron sont présents dans le Grenet. En 2014, l'inspection de la pêche du canton de Vaud en relève la capture de respectivement 154 et 442 poissons.
Entre octobre 2014 et avril 2015, 400 m du cours d'eau canalisé traversant la zone industrielle de Forel a été renaturalisé. Ces travaux ont comme but de renforcer la protection contre les crues et de recréer des rives naturelles favorable à la vie aquatique notamment la végétation riveraine, la truite de rivière, le chabot et l'écrevisse à pattes blanches. Une échelle à truites a été aménagée sur le Grenet ce qui permet maintenant aux poissons de le remonter et de se reproduire à sa source.